# Inde aux Jeux olympiques d'été de 2008
L'Inde participe aux Jeux olympiques d'été de 2008 à Pékin. Il s'agit de sa 22e participation à des Jeux d'été. Pour la première fois depuis 1928, l'équipe masculine de Hockey sur gazon ne prend pas part aux compétitions.

## Liste des médaillés indiens

### Médailles d'or
| Sport              | Discipline                     | Sportifs       | Performance |
| Médailles d'or : 1 |                                |                |             |
| Tir                | Carabine 10 m air comprimé (H) | Abhinav Bindra | 700,5 pts   |

Il s'agit de la première médaille d'or en individuel remportée par l'Inde lors des Jeux olympiques.

### Médailles d'argent
| Sport                  | Discipline | Sportifs | Performance |
| Médailles d'argent : 0 |            |          |             |

### Médailles de bronze
| Sport                   | Discipline | Sportifs          | Performance           |
| Médailles de bronze : 2 |            |                   |                       |
| Lutte libre             | 66 kg (H)  | Sushil Kumar      | Inde 3 - 1 Kazakhstan |
| Boxe                    | -75 kg (H) | Vijender Vijender |                       |

## Athlètes indiens par sports

### Athlétisme
- Vikas Gowda, (disque)
- Renjith Maheswary, (triple saut)
- Anju George, (longueur)
- J J Shoba, (heptathlon)
- Susmita Singha Roy, (heptathlon)
- Pramila Aiyappa, (heptathlon)
- Preeja Sreedharan, (10000 m)
- Surendra Singh, (10000 m)
- Harwant Kaur, (dique)
- Krishna Poonia, (disque)
- Manjit Kaur, (400 m)
- Mandeep Kaur, (400 m)
- Chitra K Soman, Raja M Pooyamma, Mandeep Kaur et S Geetha, (4 × 400 m)

#### Hommes
| Epreuve          | Athlète           | Séries   | Séries | Quarts de finale | Quarts de finale | Demi-finales | Demi-finales | Finale       | Finale |
| Epreuve          | Athlète           | Résultat | Rang   | Résultat         | Rang             | Résultat     | Rang         | Résultat     | Rang   |
| ---------------- | ----------------- | -------- | ------ | ---------------- | ---------------- | ------------ | ------------ | ------------ | ------ |
| 10 000 mètres    | Surendra Singh    | NC       | NC     | NC               | NC               | NC           | NC           | 28 min 13.97 | 26e    |
| Triple saut      | Renjith Maheswary | 15,77m   | 18e    | -                | -                | -            | -            | -            | -      |
| Lancer du disque | Vikas Gowda       | 60,69m   | 11e    | -                | -                | -            | -            | -            | -      |

#### Femmes
| Épreuve               | Athlète                   | Séries      | Séries | Quarts de finale | Quarts de finale | Demi-finales | Demi-finales | Finale       | Finale |
| Épreuve               | Athlète                   | Résultat    | Rang   | Résultat         | Rang             | Résultat     | Rang         | Résultat     | Rang   |
| --------------------- | ------------------------- | ----------- | ------ | ---------------- | ---------------- | ------------ | ------------ | ------------ | ------ |
| 400 mètres            | Mandeep Kaur              | 52.88       | 6e     | -                | -                | -            | -            | -            | -      |
| 10 000 mètres         | Preeja Sreedharan         | NC          | NC     | NC               | NC               | NC           | NC           | 32 min 34.64 | 25e    |
| Relais 4 × 400 mètres | Sathi Geetha              | 3 min 28.83 | 7e     | -                | -                | -            | -            | -            | -      |
| Relais 4 × 400 mètres | Manjeet Kaur              | 3 min 28.83 | 7e     | -                | -                | -            | -            | -            | -      |
| Relais 4 × 400 mètres | Chitra K. Soman           | 3 min 28.83 | 7e     | -                | -                | -            | -            | -            | -      |
| Relais 4 × 400 mètres | Mandeep Kaur              | 3 min 28.83 | 7e     | -                | -                | -            | -            | -            | -      |
| Saut en longueur      | Anju Bobby George         | NM          | /      | -                | -                | -            | -            | -            | -      |
| Lancer du disque      | Krishna Poonia            | 58,23m      | 10e    | -                | -                | -            | -            | -            | -      |
| Lancer du disque      | Harwant Kaur              | 56,42m      | 17e    | -                | -                | -            | -            | -            | -      |
| Heptathlon            | Sushmitha Singha Roy      | NC          | NC     | NC               | NC               | NC           | NC           | 5705pts      | 32e    |
| Heptathlon            | Shobba Jagadeeshppa Javur | NC          | NC     | NC               | NC               | NC           | NC           | 5749pts      | 29e    |
| Heptathlon            | Pramila Gudanda Ganapathy | NC          | NC     | NC               | NC               | NC           | NC           | 5771pts      | 26e    |

### Aviron
- Bajrang Lal Takhar
- Devender Kumar
- Manjeet Singh

| Athlète(s)              | Compétition                 | Série         | Série | Quart de finale | Quart de finale | Demi-finale   | Demi-finale | Finale                 | Finale |
| Athlète(s)              | Compétition                 | Temps         | Rang  | Temps           | Rang            | Temps         | Rang        | Temps                  | Rang   |
| ----------------------- | --------------------------- | ------------- | ----- | --------------- | --------------- | ------------- | ----------- | ---------------------- | ------ |
| Bajrang Lal Takhar      | Skiff                       | 7 min 39 s 91 | 3e    | 7 min 19 s 01   | 5e              | 7 min 23 s 00 | 4e          | Finale D 7 min 09 s 73 | 3e     |
| Devender Kumar Khandwal | Deux de couple poids légers | 6 min 37 s 16 | 5e    | 7 min 02 s 06   | 5e              | -             | -           | -                      | -      |
| Manjeet Singh           | Deux de couple poids légers | 6 min 37 s 16 | 5e    | 7 min 02 s 06   | 5e              | -             | -           | -                      | -      |

### Badminton
- Anup Sridhar (hommes)
- Saina Nehwal (femmes)

#### Hommes
[modifier | modifier le code]
| Épreuve | Athlète      | 32éme de Finale                 | 16éme de Finale        | Huitième de Finale | Quarts de finale | Demi-finales | Finale/ 3e place |
| Épreuve | Athlète      | Résultats                       | Résultat               | Résultat           | Résultat         | Résultat     | Résultat         |
| ------- | ------------ | ------------------------------- | ---------------------- | ------------------ | ---------------- | ------------ | ---------------- |
| Simple  | Anup Sridhar | Vasconcelos 2-0 (21/16 - 21/14) | Sato 0-2 (13/21-17/21) | -                  | -                | -            | -                |

### Boxe
- Jitender Kumar (-51 kg)
- Akhil Kumar (-54 kg)
- Anthresh Lalit Lakra (-57 kg)
- Vijender Vijender (-75 kg)
- Dinesh Kumar (-81 kg)

| Athlète              | Catégorie               | 16e de finale            | 8e de finale                | Quart de finale         | Demi-finale         | Finale              |
| Athlète              | Catégorie               | Adversaire Résultat      | Adversaire Résultat         | Adversaire Résultat     | Adversaire Résultat | Adversaire Résultat |
| -------------------- | ----------------------- | ------------------------ | --------------------------- | ----------------------- | ------------------- | ------------------- |
| Jitender Kumar       | Poids mouches (-51Kg)   | Ulas Victoire AB 3       | Doniyorov Victoire 13-6     | Balakshin Défaite 11-15 | -                   | -                   |
| Akhil Kumar          | Poids coqs (-54Kg)      | Hallab Victoire 12-5     | Vodopyanov Victoire +9-9    | Gojan Défaite 3-10      | -                   | -                   |
| Anthresh Lalit Lakra | Poids plumes (-57Kg)    | Sultanov Défaite 5-9     | -                           | -                       | -                   | -                   |
| Vijender Singh       | Poids moyens (-75Kg)    | Jack Victoire 13-2       | Chomphuphuang Victoire 13-3 | Gongora Victoire 9-4    | Correa Défaite 5-8  | -                   |
| Dinesh Kumar         | Poids mi-lourds (-81Kg) | Benchebla Défaite RSCO 3 | -                           | -                       | -                   | -                   |

### Haltérophilie
- Monika Devi (76 kg femmes)

### Judo
- Tombi Devi (48 kg femmes)
- Diviya (78 kg femmes)

### Lutte
- Yogeshwar Dutt (60 kg hommes)
- Kumar Sushil (66 kg hommes)
- Tomar Rajiv (120 kg hommes)

### Tir
- Sanjeev Rajput (50 m carabine 3 Positions hommes)
- Abhinav Bindra (10 m carabine air comprimé hommes)
- Gagan Narang (10 m carabine air comprimé hommes)
- Smaresh Jung (10 m pistolet hommes)
- Manavjit Singh Sandhu (Trap)
- Mansher Singh (Trap)
- Rajyavardhan Singh Rathore (Double Trap)
- Anjali Bhagwat (50 m carabine 3 positions femmes)
- Avneet Kaur Sidhu (10 m carabine femmes)

### Natation
- Virdhawal Khade (50 m, 100 m, 200 m nage libre)
- Sandeep Sejwal (100 m, 200 m brasse)
- Ankur Poseria (100 m papillon)
- Rehan Poncha (200 m papillon)

### Tennis de table
- Achanta Sharath Kamal (hommes)
- Neha Aggarwal (femmes)

### Tennis
- Sania Mirza (simple dames)
- Sania Mirza, Sunitha Rao (double dames)
- Leander Paes, Mahesh Bhupathi (double messieurs)

### Tir à l'arc
- Mangal Singh, (hommes)
- Bombayala Devi, (femmes)
- Dola Banerjee, V Pranitha et Bombayala Devi (par équipe)

### Voile
- Nachhatar Singh Johal (Finn)